# 예천 용문사 천불도
예천 용문사 천불도(醴泉 龍門寺 千佛圖)는 대한민국 경상북도 예천군 용문면, 용문사에 있는 조선시대의 불화이다. 2010년 2월 24일 대한민국의 보물 제1644호로 지정되었다.

## 개요
천불도는 유존 사례가 극히 드물어, 1709년에 화승 도문(道文), 설잠(雪岑), 계순(戒淳), 해영(海英)이 제작한 용문사 천불도는 그 중요성이 부각된다.
이 천불도는 석가팔상도와 같은 시기인 1709년 제작된 그림으로 당시 불사와 후원자의 상황을 잘 알려주고 있다. 질서 정연한 배치, 이지러짐이 없는 형상과 필선 등 18세기 초반의 화풍 경향을 엿볼 수 있는 좋은 자료이다.
현존하는 천불도는 선운사와 동국대학교박물관에 분산 소장되어 있는 1754년 작품이 있을 뿐 매우 희귀하다. 또한 1754년 선운사 천불도가 모두 5폭으로 그려진데 반하여 한 폭에 천불을 모두 그린 것으로, 현존 천불도 가운데 시기가 가장 앞설 뿐 만 아니라 많지 않은 18세기 초반 불화라는 점에서도 매우 중요한 자료이다. 조선후기 천불신앙을 전해주는 예로서도 중요하다.

## 현지 안내문
이 천불탱(1709년)은 전라북도 고창 선운사의 천불탱(1754년)과 함께 조선시대 작품으로 다불 사상에 의거해 조성된 불화이다. 
용문사 천불탱은 삼세불이나 오방불과 같은 특정한 여래는 보이지 않고 한 화면 가득 일렬로 앉아 있는 여래가 채워져 천명의 존상을 이루고 하단과 상단은 구름을 그려 천상세계를 표현한 것으로 주지 두잠, 희인, 희욱, 대규, 혜학 등 많은 승려와 시주자의 참여로 제작되었으며 같은 시기에 제작된 팔상탱의 화기에도 등장 하고 있어 18세기 초 불교신앙 체계의 한 단면을 살펴볼 수 있는 것으로 도상과 형식 연구의 귀중한 자료이다.

## 같이 보기
- 용문사

## 참고 자료
- 예천 용문사 천불도 - 국가유산청 국가유산포털